# Goma natural

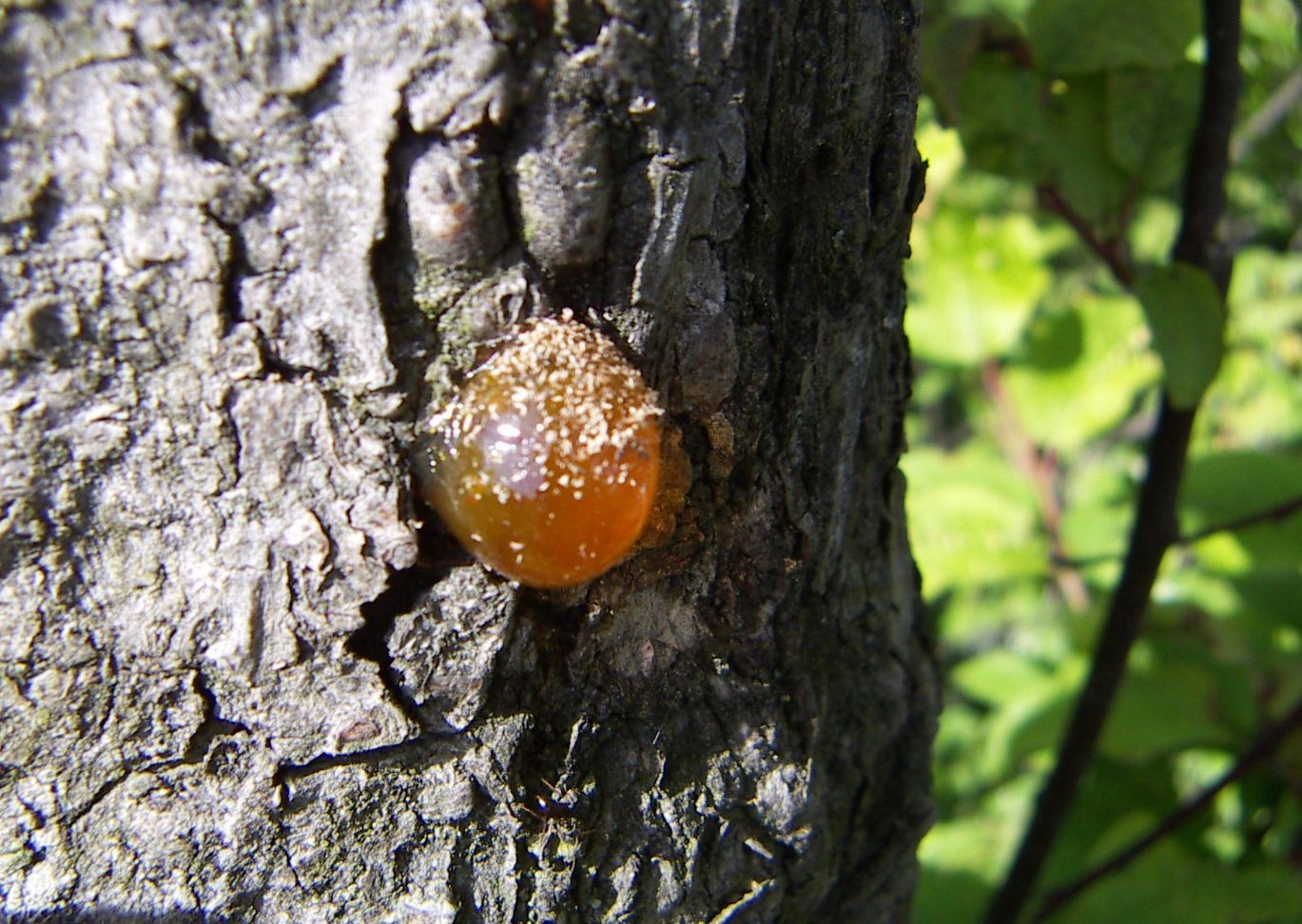
Goma natural de ameixeira.

Uma goma natural é um polissacarídeo de origem natural, capaz de causar um grande aumento de viscosidade em solução, mesmo em pequenas concentrações. 